# Mien Abbo-Wenneker

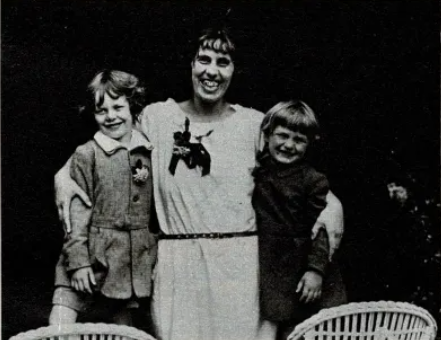
Mien Abbo-Wenneker met links Pim Lier en rechts diens broer Jan Lier

Willemina Martina (Mien) Wenneker (Den Helder, 14 februari 1887 - Den Haag, 7 september 1973) werd bekend als Mien Abbo-Wenneker. Zij was de moeder van onder meer Pim Lier, een vermeende halfbroer van koningin Juliana.
Ze werd geboren in het dorp Helder, dat later Den Helder zou worden genoemd. Al in het eerste decennium van de twintigste eeuw schijnt Wenneker, terwijl zij in een hotel werkte, kennis te hebben gemaakt met prins Hendrik van Mecklenburg-Schwerin, de echtgenoot van de Nederlandse koningin Wilhelmina.
Op 30 november 1907 beviel ze te Amsterdam van Christina Margaretha (overleden 1945). Wenneker huwde op 15 april 1909 te Amsterdam met haar oom Cornelis Abbo, de broer van Wennekers moeder, Maria Wenneker-Abbo (1860-1907). Bij dit huwelijk erkende Abbo Miens dochter Christina Margaretha, die nu ook de naam Abbo ging dragen. Tijdens het huwelijk werd nog een kind geboren, Edith Maria (22 juli 1910 - 25 december 1996). Zij beweerde in september 1992 een kind van prins Hendrik te zijn, maar kon geen schriftelijke bewijzen overleggen. Cornelis Abbo overleed op 10 mei 1913 in Den Dolder.
Op 22 juli 1918 beviel Mien Wenneker in Den Haag van haar zoon Pim. Een klein jaar later trouwde Mien Wenneker met Jan Derk Lier, die Pim als zijn zoon erkende. Uit het huwelijk van Lier en Wenneker stammen nog twee kinderen. In 1979 stelde Pim Lier een zoon van prins Hendrik te zijn. Hij beweerde dat zijn moeder hem op 16-jarige leeftijd had verteld dat Hendrik zijn vader was. Doorslaggevend bewijs kon ook hij niet leveren.
Wenneker overleed in 1973 op 86-jarige leeftijd zonder een schriftelijke getuigenis over haar relatie met prins Hendrik te hebben afgelegd. Haar echtgenoot Jan Derk Lier overleed een half jaar later, op 13 januari 1974 in Den Haag.